# Ana María Cetto
Ana María Cetto Kramis (Ciudad de México, 18 de febrero de 1946) es una científica mexicana especializada en física teórica mecánica cuántica,  electrodinámica estocástica y biofísica de la luz y especialmente conocida por sus contribuciones en el campo de la mecánica cuántica y por su labor pacifista. De 2003 a 2010 asumió la dirección general adjunta del Organismo Internacional de Energía Atómica. Es docente de la Facultad de Ciencias de la UNAM, de la que también ha sido directora. En 2015 la Universidad de Guadalajara creó la "Cátedra Ana María Cetto para la Difusión de la Cultura" en reconocimiento a la labor científica de la investigadora. Cetto es responsable de varios programas de literatura científica en América Latina y de varios programas internacionales sobre la promoción y participación de las mujeres en la ciencia. Fue presidenta de la Sociedad Mexicana de Física en el periodo 2021-2023.  

## Trayectoria
Se licenció en Física por la Universidad Nacional Autónoma de México, posteriormente realizó una maestría en Biofísica en la Universidad de Harvard, regresando a la UNAM donde obtuvo una maestría y el doctorado en Física. En la actualidad es Investigadora Titular del Instituto de Física de la UNAM y profesora de la Facultad de Ciencias.
Ha destacado en física teórica desarrollando las especialidades de mecánica cuántica, la electrodinámica estocástica y la biofísica de la luz.
Desde que me inicié como investigadora en física -explica Cetto en una entrevista sobre la situación de las mujeres en la ciencia y sus retos- me motivó el campo de los fundamentos de la mecánica cuántica. En aquel entonces era un campo prácticamente desatendido y aún hoy en día no pertenece a la corriente principal. Sin embargo se reconoce ampliamente que uno de los principales retos para la física contemporánea es entender el origen y la naturaleza del fenómeno cuántico. He tenido la fortuna de trabajar con colegas que comparten esta preocupación, en particular con Luis de la Peña. El trabajo que hemos realizado, por más de cuarenta años, nos ha permitido entender algunos de los secretos de la mecánica cuántica. En particular, hemos establecido el papel fundamental que desempeña el campo de radiación electromagnética de punto cero para la cuantización.
Además de su trabajo en investigación y la docencia, Cetto se ha implicado también en la gestión siendo directora de la Facultad de Ciencias de la UNAM. 
Fue elegida en la sesión 359 de Colegio Académico de la UAM como miembro de la Junta Directiva.

### Trayectoria internacional
Impulsora del diálogo internacional y de la cooperación Norte-Sur para extender los beneficios de la ciencia a toda la humanidad, Cetto está conectada a redes científicas internacionales. Presidía el consejo de las Conferencias Pugwash cuando esta organización internacional recibió el Premio Nobel de la Paz en 1995.
En 2002, se convirtió en la primera latinoamericana nombrada en el puesto de secretaria general del Consejo Internacional para la Ciencia y también ha sido vicepresidenta fundadora de la Organización del Tercer Mundo para la Mujer en la Ciencia (TWOWS).
De 2003 a 2010 fue directora general Adjunta y Jefa del Departamento de Cooperación Técnica del Organismo Internacional de Energía Atómica dedicado al control para la o proliferación de armas nucleares periodo en el que fue partícipe junto al entonces director general Mohamed el-Baradei del Premio Nobel de la Paz otorgado a este organismo en 2005.
Ha sido Secretaria General del Consejo Internacional para la Ciencia (ICSU), consultora para la Conferencia Mundial sobre la Ciencia (UNESCO-ICSU), miembro de la Junta de Gobierno de la Universidad de las Naciones Unidas (UNU) y Presidenta del Consejo de la Fundación Internacional para la Ciencia (IFS).
También es miembro de la Third World Academy of Science, miembro de la Academia Mexicana de Ciencias, de la Sociedad Mexicana de Física y de la American Physical Society (Sociedad Estadounidense de Física).
En 2022, fue nominada como miembro del Comité Directivo Mundial de Ciencia Abierta de la UNESCO en representación  de América Latina y el Caribe, en cuya primera sesión dada el 23 de enero de 2023 fue elegida Presidenta del Comité.  El objertivo del Comité es identificar oportunidades y desafíos claves para la implementación de la Recomendación de la UNESCO sobre Ciencia Abierta, así como también en proporcionar orientación y monitorear los avances de distintos actores y actrices y sectores involucrados en su desarrollo.

### Divulgación científica
Otro de sus ejes de trabajo se ha desarrollado a partir de su preocupación por la difusión de contenidos científicos. Ha dirigido la Revista Mexicana de Física y es presidenta fundadora de Latindex, el Sistema Regional de Información en Línea para las Revistas Científicas de Iberoamérica creado en 1997.
Es autora de decenas de artículos de investigación y varios libros. Es también responsable de varios programas de literatura científica en América Latina y de varios programas internacionales sobre la promoción y participación de las mujeres en la ciencia. 

### Museo de la Luz
Ana María Cetto está también especialmente vinculada al Museo de la Luz, museo temático de la Dirección General de Divulgación de la Ciencia de la Universidad Nacional Autónoma de México (UNAM), inaugurado en1996. Cetto fue promotora de su proyecto y de su renovación. También fue promotora del Año Internacional de la Luz 2015 y pertenece al Comité Directivo Internacional del Día Internacional de la Luz.

## La física como herramienta de paz
Consciente de la cara y la cruz de la investigación científica y de manera específica de la física, Cetto ha tenido como prioridad en su carrera la reflexión social y ética de la ciencia:
Rápidamente descubrí que la física se usa no sólo para beneficio de la humanidad y que también las peores y más destructivas armas del siglo XX han salido de laboratorios de investigación, donde físicos muy competentes han participado en su desarrollo. O sea que (también) la física tiene dos caras. Entonces promover el desarrollo de sus aplicaciones benéficas conlleva a frenar o impedir sus aplicaciones destructivas. En otras palabras, participar en el desarrollo de la física tiene profundas implicaciones éticas, por sus consecuencias y por los usos que se puede hacer de ella.

## La mujer en la ciencia
A finales de los años 80 surgió la Organización para las Mujeres Científicas del Tercer Mundo (TWOWS) de la que María Cetto forma parte. Considera un logro que en la Conferencia Mundial sobre la Ciencia celebrada en Budapest en 1999 se emitió una declaración «muy avanzada» en apoyo de la mujeres en la ciencia a cuyo apoyo se comprometió la UNESCO y las organizaciones miembro del Consejo Internacional para la Ciencia.
A lo largo de su trayectoria se ha comprometido el impulso de la promoción para que la mujer participe en la ciencia.  Entre las diferentes iniciativas, forma parte del jurado del Premio Ada Byron, Capítulo México, reconocimiento creado por la Universidad de Deusto para reconocer a las mujeres que se desempeñan en el campo laboral de la ciencia, la tecnología, la ingeniería y las matemáticas.

## Vida personal
Es hija del arquitecto e historiador mexicano Max Cetto.

## Premios y reconocimientos
- Presea Dorada de la Liga Internacional de Humanistas (1998)
- Premio al Desarrollo de la Física de la Sociedad Mexicana de Física (2000)

- Mujer del Año en México (2003)
- Como directora general Adjunta del OIEA, Premio Nobel de la Paz  (2005)
- Reconocimiento Sor Juana Inés de la Cruz otorgado por la UNAM a las investigadoras más destacadas (2006)
- Doctorado honoris causa de la Universidad Nacional de Tayikistán (2007)
- Segundo lugar del Premio a las Mujeres Mexicanas Inventoras e Innovadoras por el Proyecto Latindex (2008)[12]
- Premio Juchimán de Plata en Ciencia y Tecnología 2010, México, (2011)
- Premio de Investigación en Física  (2012)
- Seleccionada como una de las doce mujeres para la Exposición "Doce nombres para cambiar el mundo" (2012)
- En 2015 fue incluida entre las 50 mujeres más destacadas de México de la revista Forbes México[17]
- Cátedra para la Difusión de la Cultura 'Ana María Cetto' (2015)
- Medalla de Oro FICMAYA 2017
- Premio Kalinga de la UNESCO 2023
- Medalla Tate 2025, otorgada por el American Institute of Physics.[18]

## Cátedra Ana María Cetto
En 2015 la Universidad de Guadalajara creó la "Cátedra Ana María Cetto para la Difusión de la Cultura" en reconocimiento a la labor científica de la investigadora.

## Publicaciones
Selección de libros y artículos publicados

### Artículos
- Ceccon E. y Cetto, Ana María. "Capacity building for sustainable development: some Mexican perspectives". International Journal of Sustainable Development and World Ecology, 10 (4): 345-352 Dec 2003
- Peña, Luis de la y Cetto, Ana María. "Planck's law as a consequence of the zeropoint radiation field" Revista Mexicana de Física, 48: 1-8 Suppl. 1 Sep 2002
- Peña, Luis de la y Cetto, Ana María. "Quantum theory and linear stochastic electrodynamics". Foundations of Physics, 31 (12): 1703-1731 Dec 2001
- Vessuri H. y Cetto, Ana María. "Pertinence" and "impact". Interciencia, 24 (3): 146-150 May-Jun 1999
- Cetto, Ana María y Alonso-Gamboa, O. Scientific periodicals in Latin America and the Caribbean: A global perspective. Interciencia, 23 (2): 84-+ Mar-Apr 1998
- Peña, Luis de la y Cetto, Ana María. "Estimate of Planck's constant from an electromagnetic Mach principle". Foundations of Physics Letters, 10 (6): 591-598 Dec 2008

### Libros
- Cetto, Ana María. "La luz en la naturaleza y en el laboratorio". México, D.F.: Sep-Fondo de Cultura Económica: Conacyt, 1987. Serie La ciencia desde México; 32.
- Peña, Luis de la y Cetto, Ana María. "The quantum dice: an introduction to stochastic electrodynamics". Imprim. Dordrecht: Kluwer Academic, 1996. 509 p. Fundamental theories of physics; v. 75.